# Jardins de Sal·lusti

Gàlata Ludovisi, actualment al Palau Altemps

Els jardins de Sal·Lusti (llatí: Horti Sallustiani) eren uns jardins romans que pertanyien a l'historiador romà Gai Sal·lusti al s. I ae gràcies a la riquesa que acumulà per extorsió en el seu càrrec com a governador de la província de Numídia. Els jardins ocupaven una gran extensió al nord-oest de Roma, a la Regió VI, entre els turons de Pincio i Quirinal, prop de la Via Salària i després Porta Salària. Hui, aquest rione es coneix com a Salustiano.

## Descripció
Els jardins contenien pavellons, un temple a Venus i escultures monumentals. Entre les peces que s'hi trobaren hi ha:
- L'Obelisc Salustiano, una còpia romana d'un obelisc egipci que ara és enfront de l'església Trinità dei Monti.
- El Vas Borghese, descobert allí al s. XVI.
- Les escultures conegudes com el Gàlata moribund i el Gàlata Ludovisi.
- El Tron Ludovisi, trobat al 1887, i el Tron de Boston, trobat al 1894.

Els jardins, els adquirí Tiberi i els conservaren durant molts segles els emperadors romans com a servei públic. L'emperador Nerva morí d'una febre en una vil·la situada als jardins l'any 98. Segons Procopi, continuaren sent un lloc de descans imperial fins que els saquejaren els gots al 410.
Al començament del s. XVII, el cardenal Ludovisi, nebot del papa Gregori XV, comprà el lloc i hi construí la Vil·la Ludovisi; durant els treballs, s'hi redescobriren moltes escultures romanes importants. Després de la dissolució de la Vil·la Ludovisi al 1894, la major part de l'àrea dels jardins es dividí en parcel·les per edificar, mentre que Roma creixia com a capital després de la unificació d'Itàlia.

## Galeria d'escultures trobades

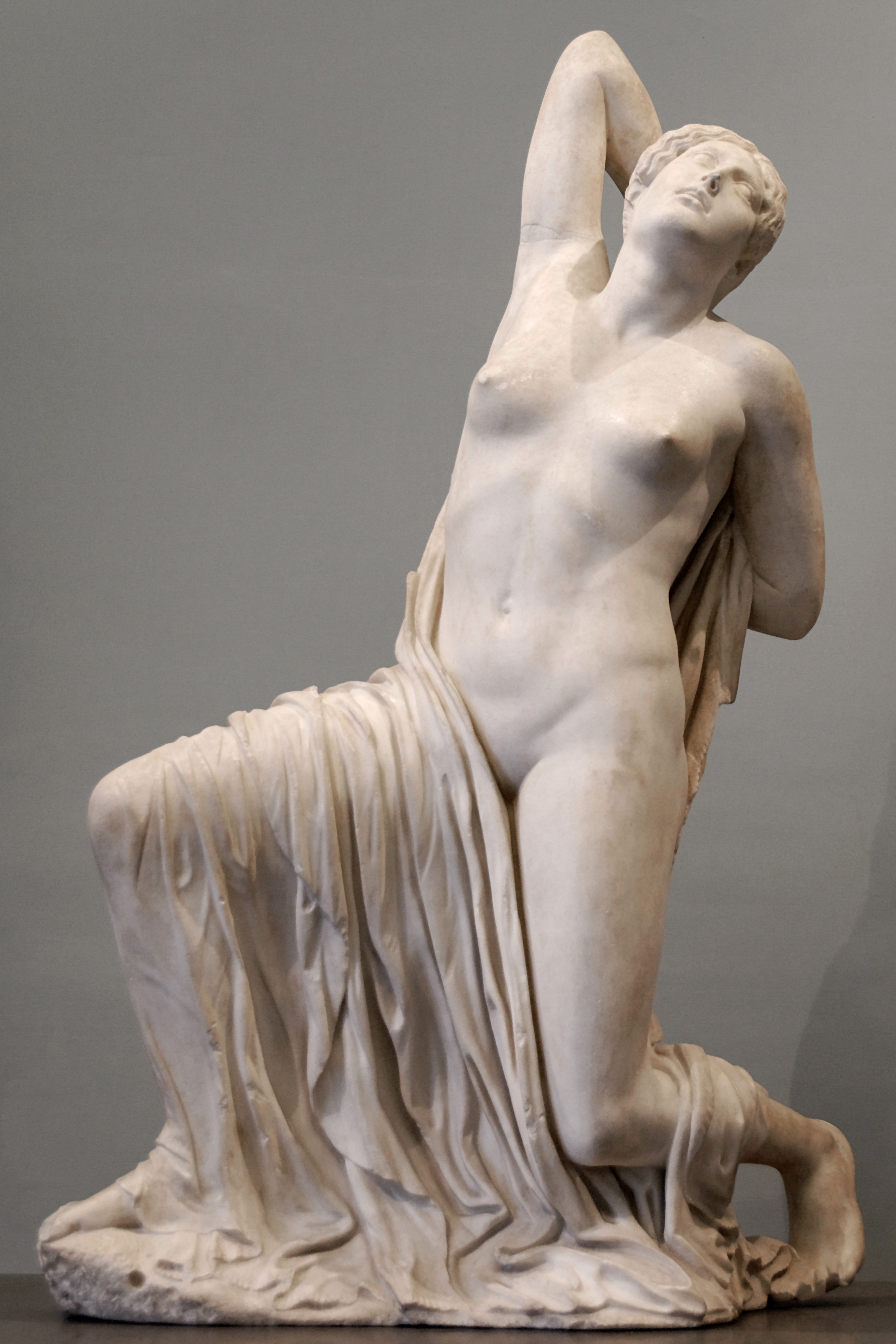
Nióbide ferida, part del grup descobert al 1873 (Museu Nacional Romà).
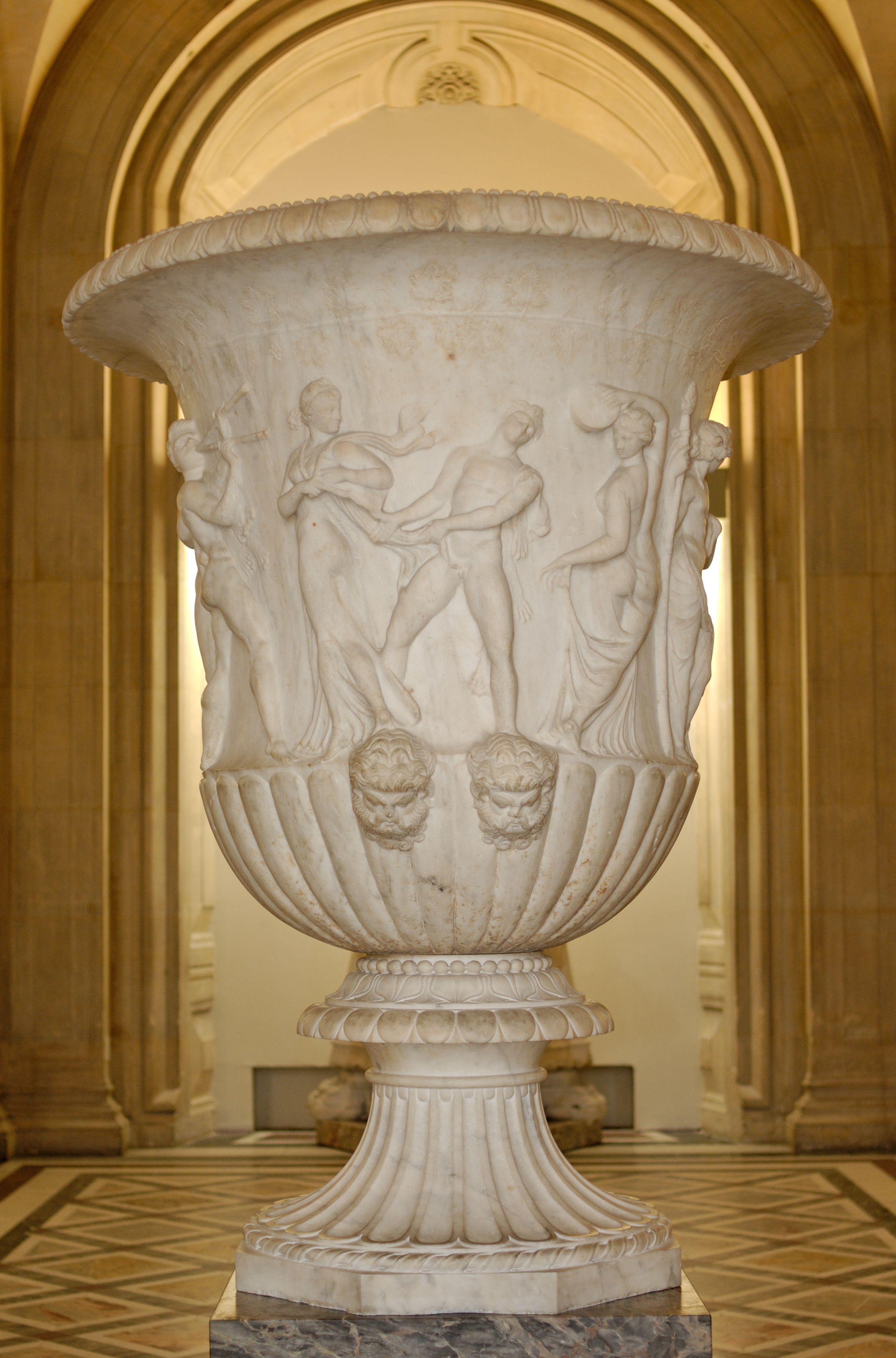
Crater Borghese
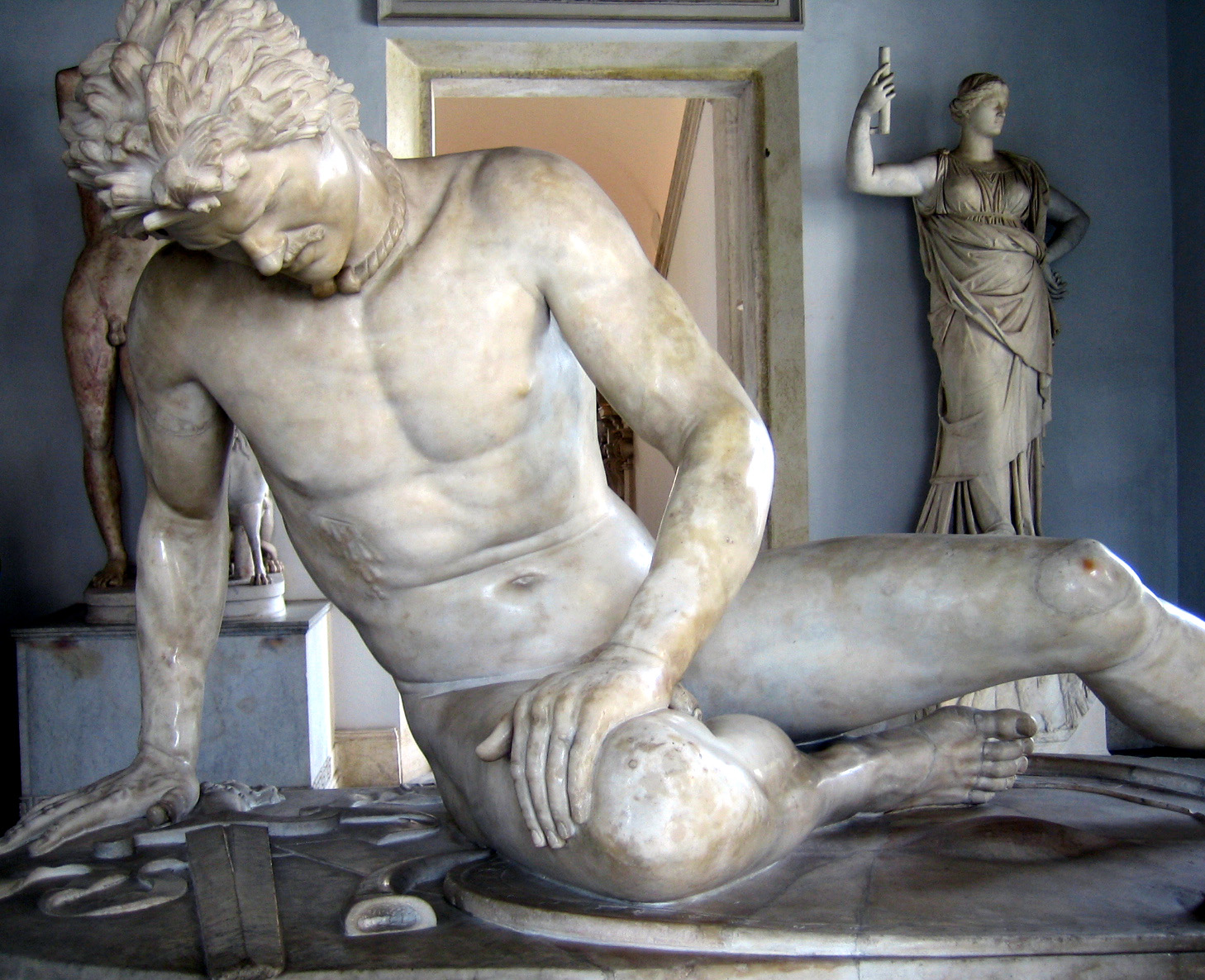
Gal moribund, de vegades anomenat Gálata moribund, al Museu Capitolí
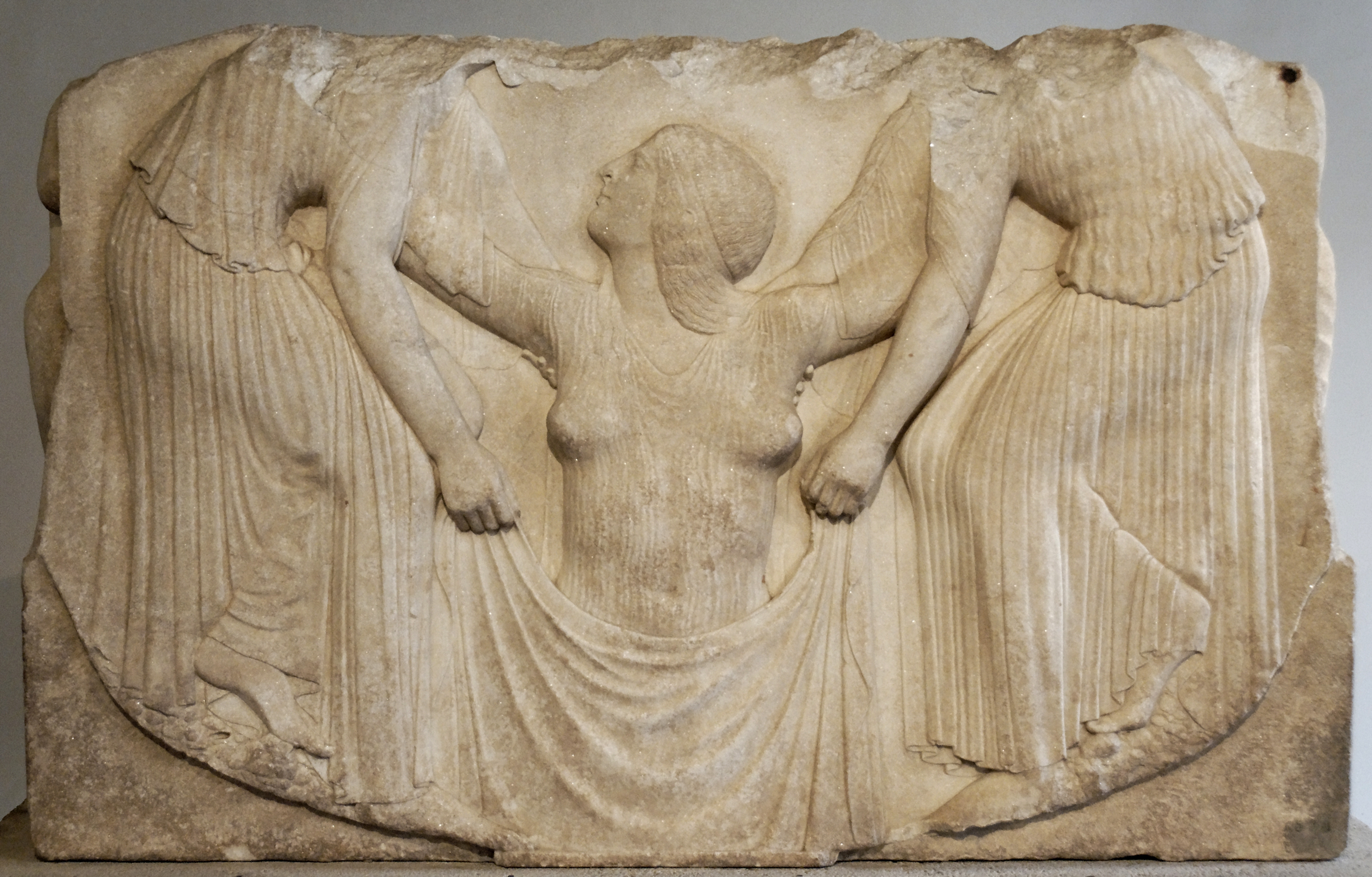
Tron Ludovisi (Palau Altemps)